# Al-Dzsazíra
Az al-Dzsazíra (angolul: Al Jazeera, arabul: الجزيرة, jelentése: A félsziget) egy 1996-ban alakult katari székhelyű pánarab hírtelevízió, mely világszerte számos nyelven sugároz adásokat, 80 helyi stúdiójából (az angol nyelvű adás neve: Al Jazeera English). A név arabul szigetet jelent, a Dzsazíra egy középkori muszlim régió neve is egyben. Az al-Dzsazíra a katari kormány tulajdonában van.

## Működése
A televíziócsatorna 1996-ban indult, miután a BBC arab nyelvű hírcsatornája abbahagyta adását. Eredetileg napi 6 órában sugárzott,  1997-re pedig 12 órára nőtt az adásidő. Működése kezdetén még olyan talkshow-kat sugárzott a tévécsatorna, amelyek botrányosnak számítottak; több ország kormánya be is tiltotta a csatornát. Ennek ellenére 1999-től a nap 24 órájában sugároz, 2001-ben pedig weboldala is elindult.
A csatorna híres lett arról is, hogy több háborúról egyenesben közvetített. Néhány esetben ez a stáb életét is követelte. 
A csatorna főbb vetélytársai a Deutsche Welle, a Euronews és a CNN, illetve az arab piacról is akadnak ellenfelei.